# 加拉·普拉西提阿
安利亚·加拉·普拉西提阿（拉丁語：Aelia Galla Placidia，390年—450年11月27日）是罗马帝国皇帝狄奥多西大帝（379－395年在位）的女儿，西罗马帝国皇帝霍诺留（393－423年在位）的妹妹，君士坦提乌斯三世（421年在位）和西哥特国王阿陶尔夫之妻，瓦伦丁尼安三世（425－455年在位）之母。
410年哥特人攻陷罗马前，加拉·普拉西提阿被西哥特国王亚拉里克一世俘虏，并于414年嫁给继任的西哥特国王阿陶尔夫，生有一子狄奥多西（早夭）。415年，阿陶尔夫被刺身亡，继任国王西格里克将阿陶尔夫与原配所生六个孩子全部杀死，加拉·普拉西提阿作为阿陶尔夫的遗孀也“受到残酷和肆意的侮辱”，被迫在一群被骑马的西格里克所驱赶的俘虏中间步行超过12英里。先王遗孀的遭遇激怒这位篡位者的政敌们，他们很快杀掉他，改立阿陶尔夫的亲戚瓦利亚为国王。
次年，瓦利亚因缺粮向霍诺留的军师君士坦提乌斯投降，签订和约，于是罗马人以六十万斗小麦将加拉·普拉西提阿赎回。417年1月1日，加拉·普拉西提阿被霍诺留强迫嫁给君士坦提乌斯，作为其平叛有功的奖赏。421年君士坦提乌斯被立为皇帝，史称君士坦提乌斯三世，与霍诺留共治，加拉·普拉西提阿也就被立为皇后。由于霍诺留已經离异且没有再娶，她是西罗马帝国唯一的皇后。东罗马帝国对此不予承认。君士坦提乌斯抱怨与皇室结亲后失去个人自由和私人空间。他在位仅7个月即去世。
君士坦提乌斯死后，普拉西提阿与霍诺留发生争执，被放逐君士坦丁堡。霍诺留死后，在东罗马军队的帮助下，加拉·普拉西提阿回到拉文纳，斩首篡位者约翰尼斯，立普拉西提阿与君士坦提乌斯三世的幼子瓦伦丁尼安为罗马西部帝国的皇帝，普拉西提阿以皇太后的身份摄政。在位期间曾經在拉文纳修建大量的教堂，其陵墓（原本是一座教堂的演讲室）拥有早期拜占庭马赛克最好的样式。